# Ákra Asfalí
Ákra Asfalí är en udde i Grekland.   Den ligger i prefekturen Nomós Lésvou och regionen Nordegeiska öarna, i den östra delen av landet, 280 km nordost om huvudstaden Aten. Ákra Asfalí ligger på ön Lesbos.
Terrängen inåt land är kuperad åt sydväst, men österut är den platt. Havet är nära Ákra Asfalí åt nordost. Runt Ákra Asfalí är det tätbefolkat, med 331 invånare per kvadratkilometer. Närmaste större samhälle är Mytilene, 3,2 km söder om Ákra Asfalí. 